# YAF2
YAF2 (англ. YY1 associated factor 2) – білок, який кодується однойменним геном, розташованим у людей на короткому плечі 12-ї хромосоми. Довжина поліпептидного ланцюга білка становить 180 амінокислот, а молекулярна маса — 19 901.
| 10         |  | 20         |  | 30         |  | 40         |  | 50         |
| ---------- |  | ---------- |  | ---------- |  | ---------- |  | ---------- |
| MGDKKSPTRP |  | KRQPKPSSDE |  | GYWDCSVCTF |  | RNSAEAFKCM |  | MCDVRKGTST |
| RKPRPVSQLV |  | AQQVTQQFVP |  | PTQSKKEKKD |  | KVEKEKSEKE |  | TTSKKNSHKK |
| TRPRLKNVDR |  | SSAQHLEVTV |  | GDLTVIITDF |  | KEKTKSPPAS |  | SAASADQHSQ |
| SGSSSDNTER |  | GMSRSSSPRG |  | EASSLNGESH |  |            |  |            |

A: Аланін

C: Цистеїн

D: Аспарагінова кислота

E: Глутамінова кислота

F: Фенілаланін

G: Гліцин

H: Гістидин

I: Ізолейцин

K: Лізин

L: Лейцин

M: Метіонін

N: Аспарагін

P: Пролін

Q: Глутамін

R: Аргінін

S: Серин

T: Треонін

V: Валін

W: Триптофан

Кодований геном білок за функцією належить до фосфопротеїнів. 
Задіяний у таких біологічних процесах, як транскрипція, регуляція транскрипції, альтернативний сплайсинг. 
Білок має сайт для зв'язування з іонами металів, іоном цинку. 
Локалізований у ядрі.